# Conchyliodes
Conchyliodes là một chi bướm đêm thuộc họ Geometridae.